# زنباكتو
الزنباكتو في أنمي ومانغا بليتش هو سيف يعيش بداخله كائن يساعد الشينيغامي على القتال. يختلف هذا الكائن من شخص لآخر ويكون لكل منه اسم مميز. لا أحد يرى الكائن أو يسمع صوته سوى صاحب الزنباكتو. وبتعاونهما معاً تتوجد الرياتسو الخاصة بالشينيغامي مع قوى الزنباكتو وتصبح أكثر قوة.

## مراحل إطلاق الزنباكتو
للزنباكتو حالة عادية غالباً ما تكون هيئة السيف العادي وله غمد وأحياناً أخرى تكون في هيئة عصا أو عكاز أو أشياء أخرى؛ ومن ثم فإن إطلاق قوى الزنباكتو تتم على مرحلتان:
- ايتشيكاي: أو الإطلاق الأول وغالباً يتغير شكل الزنباكتو في مرحلة الشيكاي وتزداد قوته ويكون له تقنية معينة في القتال
- بان كاي: وهو الإطلاق الكامل وهذة المرحلة لا يصل إليها إلا الشينيغامي ذوي الرياتسو العالية جداً وبعد تدريب طويل للتحكم بها، وغالباً يكون قادة الفرق وصلوا لمرحلة البان كاي، وأشخاص قليلين غيرهم في مجتمع الأرواح.

## أنواع الزنباكتو
يمكن تقسيمهم من حيث نوع التقنيات فيكون هناك زنباكتو مائي وزنباكتو ثلجي وزنباكتو أرضي وزنباكتو يعتمد على الكيدو، وهناك زنباكتو مطلق دائماً، أي أنه دائماً في حالة الشيكاي مثل زانجيتنس الخاص بإيتشيغو وسيف زاراكي كنباتشي.